# (461377) 2001 FR127
(461377) 2001 FR127 – planetoida z grupy obiektów przecinających orbitę Marsa. Została odkryta 27 marca 2001 roku w programie NEAT w Haleakala. Nazwa planetoidy jest oznaczeniem tymczasowym.

## Orbita
(461377) 2001 FR127 okrąża Słońce w średniej odległości ok. 1,52 j.a. w czasie 1 roku i 318 dni. Asteroida ta nie jest klasycznym obiektem trojańskim. Jest zaliczana do grupy obiektów przecinających orbitę Marsa.